# Rainbow Studio
De Rainbow Studio is een studiocomplex in Noorwegen, Oslo aan de Sandakerveien.
De studio is ingericht conform de eisen van de opnametechnicus Jan Erik Kongshaug. De eerste studio met deze naam werd gebouwd in 1984. In 2004 werd in de buurt van de "oude" studio een nieuw complex opgeleverd onder dezelfde naam, ook weer door Kongshaug. 
De oude studio was en de nieuwe is bekend vanwege de zeer heldere klankopname. Het is dan ook niet verwonderlijk dat er een behoorlijk aantal opnamen hebben plaatsgevonden voor het platenlabel ECM Records, die onder meer daardoor geroemd worden vanwege de heldere klank. Met name Jan Garbarek heeft er albums opgenomen. Ook een andere Noorse artiest, Ketil Bjørnstad, heeft er een aantal opnamen gemaakt. Van hem is er zelfs een muziekalbum naar de studio genoemd; de 3CD Rainbow Sessions; die bevat de laatste opnamen gemaakt in het oude complex en de eerste opnamen in het nieuwe complex.